# Madre de Deus de Minas
Madre de Deus de Minas este un oraș în Minas Gerais (MG), Brazilia.